# Dianthus martuniensis
Dianthus martuniensis là loài thực vật có hoa thuộc họ Cẩm chướng. Loài này được M.L.Kuzmina mô tả khoa học đầu tiên năm 1996.